# Mus mayori
Mus mayori är en däggdjursart som först beskrevs av Thomas 1915.  Mus mayori ingår i släktet Mus och familjen råttdjur. Inga underarter finns listade i Catalogue of Life.
Denna mus förekommer med flera från varandra skilda populationer på Sri Lanka. Den vistas i kulliga områden och i bergstrakter mellan 160 och 2300 meter över havet. Habitatet utgörs av regnskogar, av andra städsegröna skogar och av fuktiga gräsmarker. Individerna är aktiv på natten och lever främst underjordisk. De har frön, rotknöl, insekter och ägg som föda. Per kull föds ungefär tre ungar.
Arten blir 89 till 110 mm lång (huvud och bål), har en 82 till 103 mm lång svans och 23 till 25 mm långa bakfötter. Den grova och delvis taggiga pälsen är på ovansidan brun med gulbruna hårspetsar. Undersidan är täckt av gråbrun päls. Svansen är främst täckt av fjäll och den har en ljusare undersida. Honans tio spenar är ordnade i par.
Landskapets omvandling till jordbruksmark och samhällen påverkar beståndet. Flera exemplar dödas av katter och andra husdjur. IUCN kategoriserar arten globalt som sårbar.